# MTV Video Music Award alla canzone dell'anno
L'MTV Video Music Award alla canzone dell'anno (MTV Video Music Award for Song of the Year) è un premio assegnato annualmente a partire dal 2018 nell'ambito degli MTV Video Music Awards.

## Vincitori e candidati

### Anni 2010
- 2018[1]

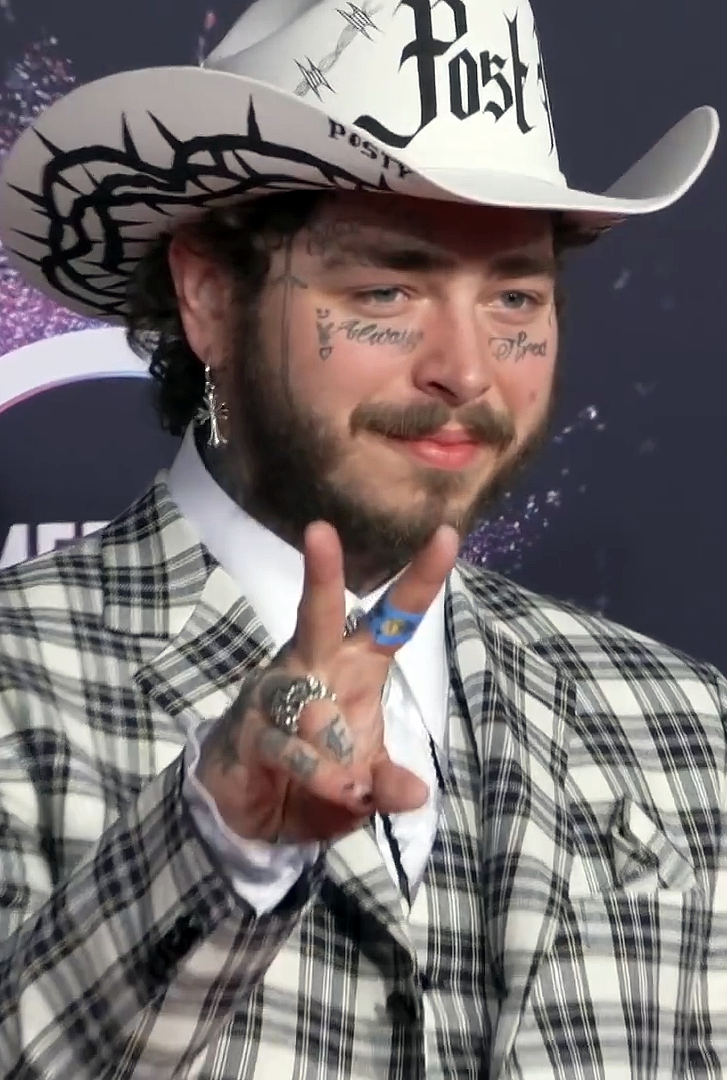
Post Malone, vincitore nel 2018.

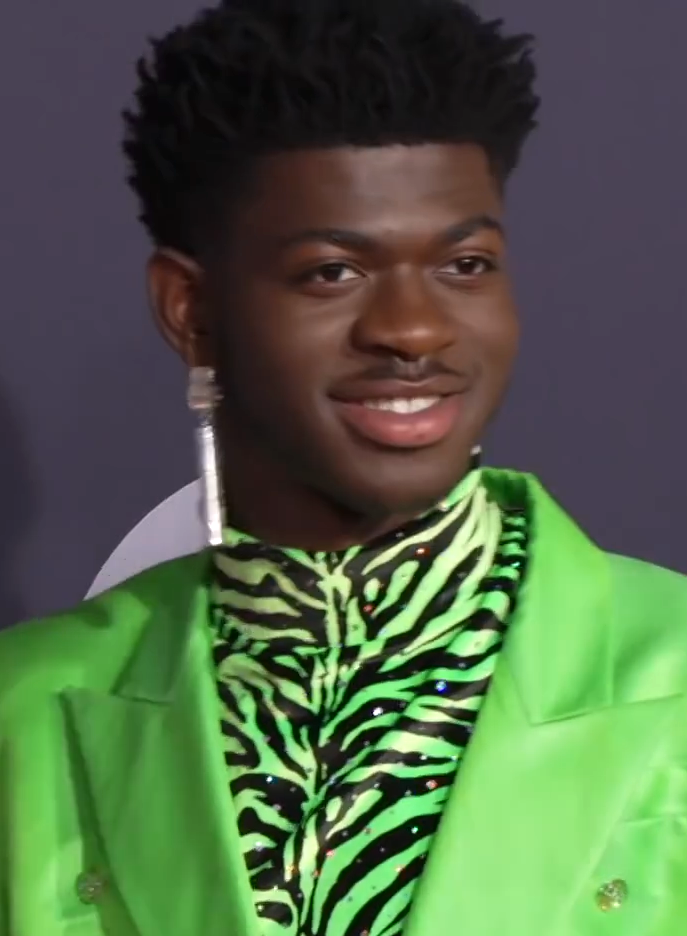
Lil Nas X, vincitore nel 2019.

  - Post Malone (featuring 21 Savage) - Rockstar
  - Bruno Mars (featuring Cardi B) - Finesse
  - Camila Cabello (featuring Young Thug) - Havana
  - Drake - God's Plan
  - Dua Lipa - New Rules
  - Ed Sheeran - Perfect
- 2019[2]
  - Lil Nas X (featuring Billy Ray Cyrus) - Old Town Road (Remix)
  - Drake - In My Feelings
  - Ariana Grande - Thank U, Next
  - Jonas Brothers - Sucker
  - Lady Gaga e Bradley Cooper - Shallow
  - Taylor Swift - You Need to Calm Down

### Anni 2020
- 2020[3]

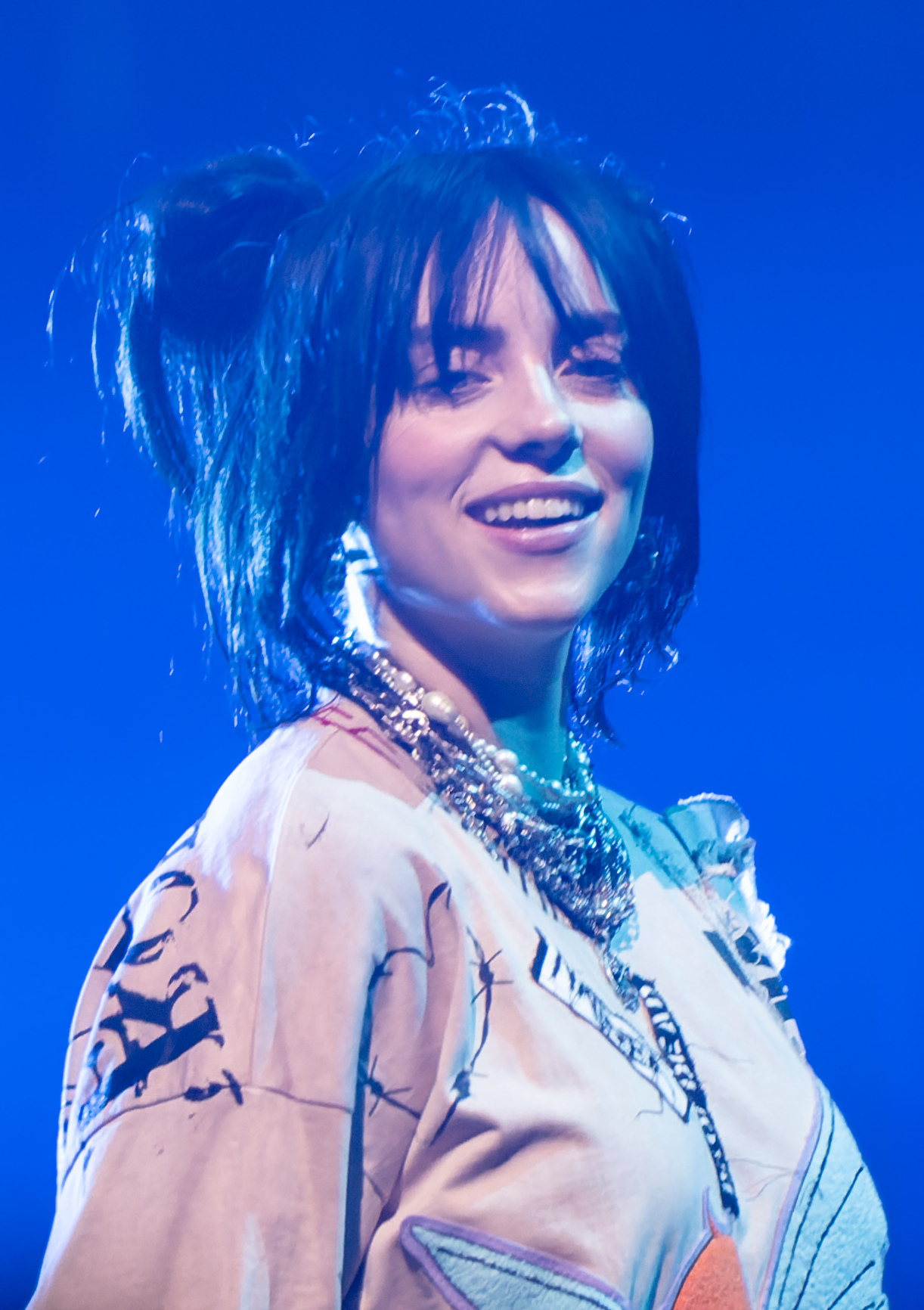
Billie Eilish, vincitrice nel 2022.

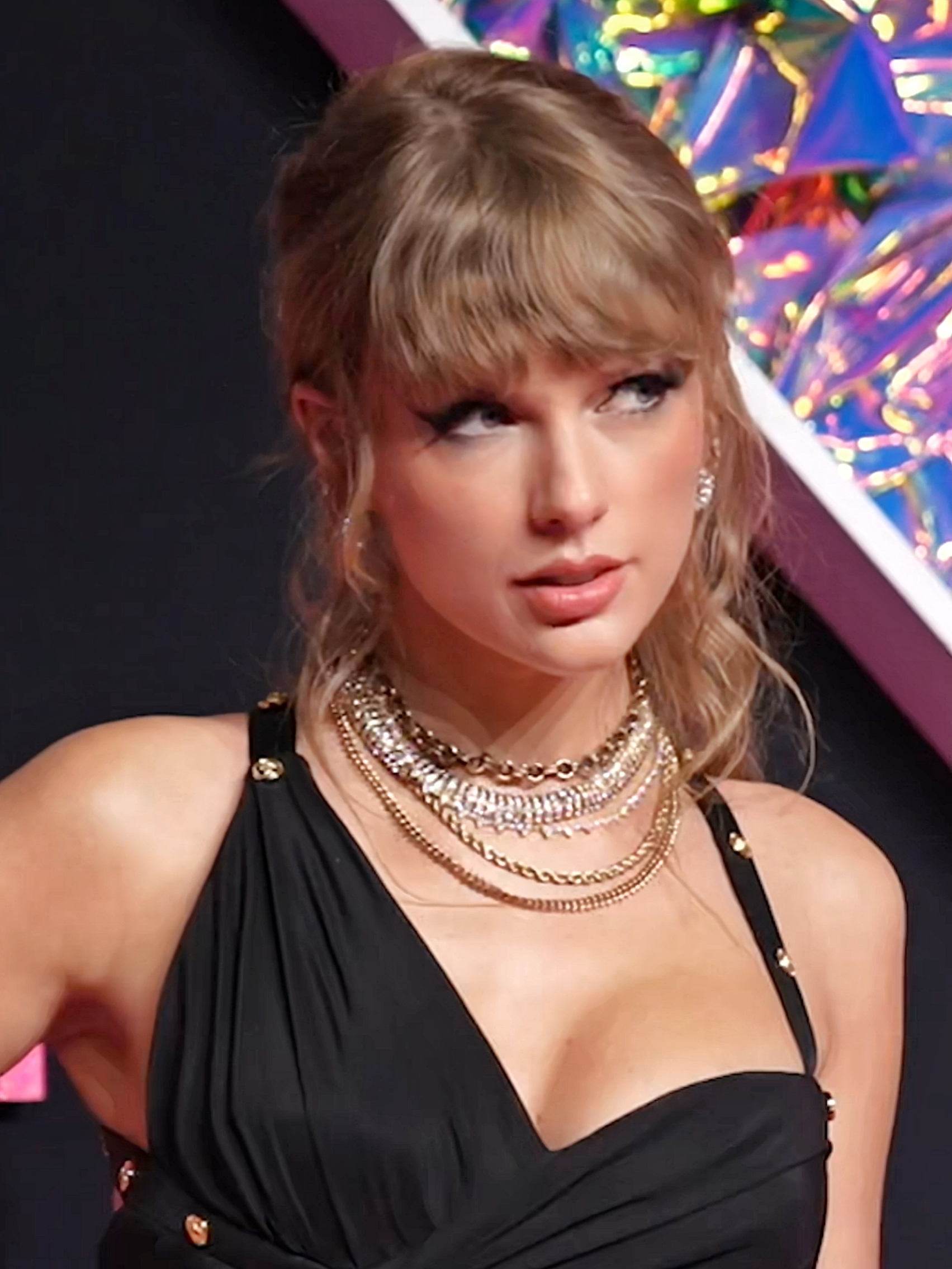
Taylor Swift, vincitrice nel 2023.

  - Lady Gaga e Ariana Grande - Rain on Me
  - Billie Eilish - Everything I Wanted
  - Doja Cat - Say So
  - Megan Thee Stallion - Savage
  - Post Malone - Circles
  - Roddy Ricch - The Box
- 2021[4]
  - Olivia Rodrigo - Drivers License
  - 24kGoldn (featuring Iann Dior) - Mood
  - BTS - Dynamite
  - Cardi B (featuring Megan Thee Stallion) - WAP
  - Dua Lipa - Levitating
  - Silk Sonic - Leave the Door Open
- 2022[5]
  - Billie Eilish - Happier than Ever
  - Adele - Easy on Me
  - Doja Cat - Woman
  - Elton John e Dua Lipa - Cold Heart (Pnau Remix)
  - Lizzo - About Damn Time
  - The Kid Laroi e Justin Bieber - Stay
- 2023[6]
  - Taylor Swift - Anti-Hero
  - Miley Cyrus - Flowers
  - Olivia Rodrigo - Vampire
  - Rema e Selena Gomez- Calm Down
  - Sam Smith e Kim Petras - Unholy
  - Steve Lacy - Bad Habit
  - SZA - Kill Bill
- 2024[7][8]
  - Sabrina Carpenter - Espresso
  - Beyoncé - Texas Hold 'Em
  - Jack Harlow - Lovin on Me
  - Kendrick Lamar - Not like Us
  - Taylor Swift (featuring Post Malone) - Fortnight
  - Teddy Swims - Lose Control

## Statistiche e record

### Artisti con il maggior numero di candidature
- 3 candidature
  - Dua Lipa
  - Post Malone
  - Taylor Swift
- 2 candidature
  - Ariana Grande
  - Billie Eilish
  - Bruno Mars
  - Cardi B
  - Doja Cat
  - Drake
  - Lady Gaga
  - Megan Thee Stallion
  - Olivia Rodrigo